# Gens du pays
A Gens du pays é considerada por muitos como o hino não-oficial da província canadense de Québec.

## Origem da música
Essa música foi escrita pelo poeta, compositor musical e nacionalista quebequense Gilles Vigneault em colaboração com Gaston Rochon. Foi apresentada pela primeira vez por Vigneault em 24 de junho de 1975 durante um concerto no parque Mount Royal em Montreal na comemoração da Festa Nacional do Quebec. Desde então tem sido cantada durante nessa data. O coro é, de longe, a parte mais famosa da música: "Gens du pays, c'est votre tour/De vous laisser parler d'amour," o seja, "compatriotas, é a sua vez para permitir-se falar de amor."
A música também está associada com o movimento separatista de Quebec e o Parti Québécois, que a usa como um tipo de hino. Uma instância famosa disso aconteceu na discurso de concessão de René Lévesque depois que os cidadãos da província rejeitaram independência no plebiscito de 1980. No final do discurso, a multidão que se juntou para ouvi-lo se levantou e cantou "Gens du pays," a qual Lévesque chamou "a mais bela música quebequense nas corações de todos os quebequenses."

## Letra
| Original em francês | Tradução |
| --- | --- |
| Le temps qu'on a pris pour se dire «je t'aime» C'est le seul qui reste au bout de nos jours Les vœux que l'on fait, les fleurs que l'on sème Chacun les récolte en soi-même Aux beaux jardins du temps qui court | O tempo que se toma para dizer "Eu te amo" É o único que resta no fim de nossos dias As vozes que os fazem, as flores que se semeia Cada colheita em si mesmo Nos belos jardins do tempo que passa  |
| {refrain} Gens du pays, c'est votre tour De vous laisser parler d'amour Gens du pays c'est votre tour De vous laisser parler d'amour                                                                             | {refrão} Povo do País, é a vossa vez De vos deixar falar de amor Povo do País, é a vossa vez De vos deixar falar de amor                                                                            |
| Le temps de s'aimer, le jour de le dire Fond comme la neige aux doigts du printemps Fêtons de nos joies, fêtons de nos rires Ces yeux où nos regards se mirent C'est demain que j'avais vingt ans                | O tempo de se amar, o dia de o dizer Fazem como a neve nos dedos da primavera Festejemos nossas belezas, festejemos nossos risos Os olhos onde nossos olhares começam É amanhã que terei vinte anos |
| {refrain} Gens du pays, c'est votre tour De vous laisser parler d'amour Gens du pays c'est votre tour De vous laisser parler d'amour                                                                             | {refrão} Povo do País, é a vossa vez De vos deixar falar de amor Povo do País, é a vossa vez De vos deixar falar de amor                                                                            |
| Le ruisseau des jours aujourd'hui s'arrête Et forme un étang où chacun peut voir Comme en un miroir l'amour qu'il reflète Pour ces cœurs à qui je souhaite Le temps de vivre nos espoirs                         | Os riachos de hoje param E formam um lago onde cada um pode ver Como num espelho onde o amor que reflita Pelos caminhos de quem eu desejo O tempo de viver as esperanças deles                      |
| {refrain} Gens du pays, c'est votre tour De vous laisser parler d'amour Gens du pays c'est votre tour De vous laisser parler d'amour                                                                             | {refrão} Povo do País, é a vossa vez De vos deixar falar de amor Povo do País, é a vossa vez De vos deixar falar de amor                                                                            |

## Outro uso
No Quebec, uma versão modificada do coro é cantada frequentemente em eventos de celebração, por exemplo, um aniversário (no caso específico de aniversário, a ideia foi introduzida explicitamente por Gilles Vigneault em 1975):
```
   Mon cher ami (ou Ma chère amie), c'est à ton tour
   De te laisser parler d'amour.
```

("Meu querido amigo, é a sua vez/para permitir-se falar de amor.")
Alternativamente, "ami(e)" pode ser reposto com o nome da pessoa celebrada.
Por exemplo, no enterro de René Lévesque, as pessoas em luto fora da igreja começaram a cantar "Mon cher René, c'est à ton tour, de te laisser parler d'amour."